# NGC 2492
إن جي سي 2492 التي يرمز لها بالرمز NGC 2492، هي مجرة، في كوكبة التوأمان.

## الاكتشاف
اكتشفت في 24 ديسمبر 1827، بواسطة جون هيرشل.